# 溶接ロボット
溶接ロボット (英: Welding robot(英語版)) は、溶接を行う産業用ロボットである。

## 概要
溶接は元来高熱と有害な紫外線とヒュームを発生する過酷な作業であり、産業用ロボットの需要の高い作業である。大別するとスポット溶接を行うものとアーク溶接を行うものがある。また少数だが、レーザー溶接やガス溶接を行うものもある。スポット溶接ロボットは比較的大型なロボットが用いられ、自動車の車体溶接ラインなどで数多く使われている。アーク溶接ロボットは比較的小型なロボットが用いられるが、溶接部分を水平に保つ必要があるので、ワークを保持するポジショナーなど周辺設備が大きくなる。アーク溶接ロボットは建設機械や鉄骨フレームなどの溶接に広く使われている。
一般に需要先としては自動車関連が多く、次いで船舶、鉄骨・橋梁などのシェアが大きい。市場規模としては溶接の合理化で進む北米、日本が大きい。一部調査では2013年～2018年で全世界で年率5%以上の伸び率を見込んでいる。

## 溶接ロボット利用のメリット
- 品質 - 溶接品質の安定（作業標準化、ミス防止など）
- コスト - 生産コストの削減（人件費、資材などの削減、スピードアップ）
- 納期 - 納期管理の改善（生産管理の効率化、稼働率向上）
- 保安 - 作業環境の改善[2]

## アーク溶接ロボットシステムの主要部品
ロボットロボット本体のこと。アーク溶接では5kg可搬から10kg可搬のクラスのロボットが使われる。ロボットを2台以上使うシステムも珍しくない。自動車の車体溶接ラインでは数十台の大型ロボットが使われる。
ロボットコントローラロボットを制御する装置。サーボアンプとコンピュータにより構成される。豊富なインターフェースを持つ。シーケンサを内蔵するものも多い。一般にロボットシステムに含まれるあらゆる装置はロボットコントローラにより制御される。複数のロボットを制御できるコントローラもある。
制御盤ボタンや簡易的な表示装置が取りけられた操作パネル。システム全体の起動、停止など基本的な操作をするためのもの。ラインの稼動中はこれだけで操作するようになっている。
ポジショナーワークを支持する装置。ワークを適切な角度で傾けるために使われる。大きなものは10t以上の積載能力を持つ。
ガントリーロボットを移動させる装置。走行装置、走行台車とも言う。ポジショナー、ガントリーは大きい上にロボットと同等の精度が求められる。実際のロボットシステムでは、ロボットよりもこれらの装置の方にコストがかかることが多い。
トーチ溶接トーチ。ここで溶接を行う。電気と芯線、シールドガスはここで供給される。ガン、ノズルと言うこともある。トーチに供給される電流は500Aを超えることもある。ロボットは長時間の溶接が可能なので、トーチが焼きついたり熔けたりすることがある。そのため大型の溶接ロボットでは水冷トーチが使われることが多い。
溶接電源トーチに電気とシールドガスを供給する。単に溶接機とも言う。一般に主要部品のひとつと考えられる。
供給装置トーチに芯線を供給する装置。溶接電源により制御される。
ホース供給装置とトーチを繋ぐホース。芯線、シールドガス、クーラントを流すためのホースが束ねられている。ロボットの動きを良くするために束ねたホースは牛の皮革などで包まれる。
バランサーホースがロボットの動きを妨げないようにするための吊り下げ装置。
ショックセンサートーチとロボットの間に付けられ、トーチがワークなどと干渉するとロボットが停止する。
治具ワークを取り付ける装置。精度と強度、使い勝手が求められる重要な装置。ワークの種類によって取り替える。
油圧ポンプ治具に油圧を供給する。
安全柵ロボットシステムの周囲に設けられる。ドアにはセンサーが取り付けられ、人が侵入するとロボットは停止する。
光電管光センサーのこと。作業エリアへの人の侵入を検知するために用いられる。安全柵の代わりに取り付けられることがある。
遮光幕アークから出る有害な紫外線を遮るために設ける。ふつう安全柵に取り付けられる。
ワーク加工対象物のこと。ロボットシステムには含まれないが言葉の説明のために記した。
トーチクリーナートーチを清浄する装置。ノズルに付着したスパッタを除去するワイヤーブラシ、スパッタ付着防止剤を吹き付ける装置などで構成される。
ワイヤーカッター芯線を適切な長さにカットする装置。
トーチチェンジャートーチを交換する装置。
稼働率モニタロボットや溶接機の稼動状態を監視する。
警報装置ロボットの稼動状態をライトや音声で知らせる。いわゆるパトライト。
配線ロボットシステムの各装置を繋ぐ電気ケーブル。大きなロボットシステムでは、配線の量は全部で数tにもなる。アーク溶接ロボットでは非常に丈夫なケーブルが使用される。
ピット配線を収めるために床に掘った溝のこと。配線を収めるピットには蓋がされる。また、ワークを回した時に床にぶつからないように、ポジショナーの下にピットが設けられることもある。ピットの中には溜まったガスを検知するセンサーが取りけられる。内部に炭酸ガスや燃焼性のガスが溜まると危険だからである。